# Je voudrais vous raconter
 (octobre 2012).
Pour plus de détails, voir Fiche technique et Distribution.
Je voudrais vous raconter est un documentaire franco-marocain réalisé par Dalila Ennadre, sorti en 2005.

## Synopsis
En octobre 2003 un nouveau code de la famille est enfin voté après des années de luttes militantes. Ce code prétend rendre justice et parité aux femmes. Une réforme souhaitée par les 13 millions de Marocaines. Mais près de 70 % d’entre elles sont analphabètes et beaucoup n’ont pas accès à l’information ni à la parole. La réalisatrice a voulu rencontrer et écouter celles dont on parle tant, sans jamais les entendre : des ouvrières, des paysannes, des femmes de la ville et de la banlieue. Les récits s’entremêlent, la dureté du quotidien est la même.

## Fiche technique
- Réalisation : Dalila Ennadre
- Production : Play Film
- Scénario : Dalila Ennadre
- Image : Dalila Ennadre
- Son : Mohamed el-Kheir
- Montage : Dalila Ennadre, Christine Carrière